# 523
El 523 (DXXIII) fou un any comú iniciat en diumenge pertanyent a l'etapa de l'edat mitjana coneguda com a antiguitat tardana.

## Esdeveniments
- Boeci escriu el seu Consolatione philosophiae
- Joan I succeeix a Hormisdes com a papa
- Es construeix l'església de Sant Sergi i Sant Bac a Constantinoble

## Defuncions
- Trasamund, rei dels vàndals
- Hormisdes, papa de l'Església Catòlica